# Liste des circonscriptions parlementaires de Powys
 (décembre 2016).
Le contenu est difficilement compréhensible vu les erreurs de traduction, qui sont peut-être dues à l'utilisation d'un logiciel de traduction automatique.
Le Powys est divisé en deux circonscriptions. Elles sont désignées comme étant des circonscriptions de comté (CCs) de la Chambre des communes du Parlement du Royaume-Uni, siégeant à Westminster. Elles sont également utilisées pour les élections à l'Assemblée nationale du pays de Galles. Les limites actuelles sont utilisées depuis l'élection de l'Assemblée galloise de 2007 et l'Élections générales de 2010.
Le Powys est l'un des huit comtés préservés du pays de Galles, et a le nom et les limites de l'un des 22 principal areas.
Pour les élections de l'Assemblée galloise, les circonscriptions électorales sont regroupées en additional member electoral regions, 
Et les changements apportés aux limites des circonscriptions signifient également des changements aux frontières régionales.

## Westminster frontières

### Depuis 2010
| Circonscription                            | Frontières                                            |
| ------------------------------------------ | ----------------------------------------------------- |
| 1. Brecon and Radnorshire CC (Westminster) | Circonscriptions parlementaires de Powys depuis 2010. |
| 2. Montgomeryshire CC (Westminster)        | Circonscriptions parlementaires de Powys depuis 2010. |

### 1997 à 2010
| Circonscription                            | Frontières                                           |
| ------------------------------------------ | ---------------------------------------------------- |
| 1. Brecon and Radnorshire CC (Westminster) | Circonscriptions parlementaires de Powys avant 2010. |
| 2. Montgomeryshire CC (Westminster)        | Circonscriptions parlementaires de Powys avant 2010. |
| 3. Clwyd South CC (Westminster) (part)     | Circonscriptions parlementaires de Powys avant 2010. |

La circonscription de Clwyd South était également circonscriptions de Clwyd.

## Changements proposés en 2016
En tant que membre de Sixth Periodic Review of Westminster constituencies, la Commission de délimitation pour le pays de Galles a proposé des changements à presque toutes les circonscriptions actuelles du Welsh Westminster, en donnant à certains d'entre eux des noms de langue galloise.
- De Clwyd a Gogledd Sir Faldwyn
- Brecon, Radnor and Montgomery

## Assemblée frontières

### Depuis 2007
| Circonscription                         | Assemblée région   | Circonscription frontières            |
| --------------------------------------- | ------------------ | ------------------------------------- |
| 1. Brecon and Radnorshire CC (Assembly) | Mid and West Wales | Assembly constituencies in Powys 2007 |
| 2. Montgomeryshire CC (Assembly)        | Mid and West Wales | Assembly constituencies in Powys 2007 |

La région du Mid and West Wales comprend également cinq circonscription de Dyfed est une circonscription de Gwynedd.

### 1999 à 2007
| Circonscription                         | Assemblée région   | Circonscription frontières                |
| --------------------------------------- | ------------------ | ----------------------------------------- |
| 1. Brecon and Radnorshire CC (Assembly) | Mid and West Wales | Assembly constituencies in Powys pre-2007 |
| 2. Montgomeryshire CC (Assembly)        | Mid and West Wales | Assembly constituencies in Powys pre-2007 |
| 3. Clwyd South CC (Assembly) (part)     | North Wales        | Assembly constituencies in Powys pre-2007 |

## Résultats

### Westminster élections
| 2005                                                 | 2010                                                 | 2015                                                 |
| ---------------------------------------------------- | ---------------------------------------------------- | ---------------------------------------------------- |
| Résultats des élections générales de 2005 pour Powys | Résultats des élections générales de 2010 pour Powys | Résultats des élections générales de 2015 pour Powys |

### Assemblée élections
| 2007 | 2011 | 2016 |
| --- | --- | --- |
| Résultats des circonscriptions parlementaires de l'élection de l'Assemblée nationale du pays de Galles 2007 pour Powys | Résultats des circonscriptions parlementaires de l'Assemblée nationale pour l'élection au pays de Galles 2011 pour Powys | Résultats des circonscriptions parlementaires de l'Assemblée nationale pour l'élection au pays de Galles 2016 pour Powys |

## Représentation historique par parti

### 1885 à 1918
| Constituency        | 1885            | 1886            | 1892            | 94              | 1895           | 1900           | 1906     | janvier 1910               | décembre 1910  |
| ------------------- | --------------- | --------------- | --------------- | --------------- | -------------- | -------------- | -------- | -------------------------- | -------------- |
| Montgomery District | P. Pryce-Jones  | Hanbury-Tracy   | P. Pryce-Jones  | P. Pryce-Jones  | E. Pryce-Jones | E. Pryce-Jones | Rees     | Rees                       | E. Pryce-Jones |
| Montgomeryshire     | Rendel          | Rendel          | Rendel          | Humphreys-Owen  | Humphreys-Owen | Humphreys-Owen | Davies   | Davies                     | Davies         |
| Radnorshire         | Walsh           | Walsh           | Edwards         | Edwards         | Milbank        | Edwards        | Edwards  | Dillwyn-Venables-Llewellyn | Edwards        |
| Breconshire         | Fuller-Maitland | Fuller-Maitland | Fuller-Maitland | Fuller-Maitland | Morley         | Morley         | Robinson | Robinson                   | Robinson       |

### 1918 à 1983
| Circonscription   | 1918      | 1922      | 1923      | 1924      | 1929      | 1931 | 1935  | 39      | 42      | 1945    | 1950    | 1951    | 1955    | 1959    | 62      | 1964    | 1966    | 1970     | février 1974 | octobre 1974 | 1979     |
| ----------------- | --------- | --------- | --------- | --------- | --------- | ---- | ----- | ------- | ------- | ------- | ------- | ------- | ------- | ------- | ------- | ------- | ------- | -------- | ------------ | ------------ | -------- |
| Montgomeryshire   | D. Davies | D. Davies | D. Davies | D. Davies | C. Davies | ➜    | ➜     | ➜       | ➜       | ➜       | ➜       | ➜       | ➜       | ➜       | Hooson  | Hooson  | Hooson  | Hooson   | Hooson       | Hooson       | Williams |
| Brecon and Radnor | Robinson  | Jenkins   | ➜         | Hall      | Freeman   | Hall | Guest | Jackson | Jackson | Watkins | Watkins | Watkins | Watkins | Watkins | Watkins | Watkins | Watkins | Roderick | Roderick     | Roderick     | Hooson   |

### 1983 à aujourd’hui
| Circonscription        | 1983    | 85      | 1987    | 88     | 1992  | 1997   | 2001     | 2005     | 2010      | 2015      |
| ---------------------- | ------- | ------- | ------- | ------ | ----- | ------ | -------- | -------- | --------- | --------- |
| Montgomeryshire        | Carlile | Carlile | Carlile | ➜      | ➜     | Öpik   | Öpik     | Öpik     | G. Davies | G. Davies |
| Brecon and Radnorshire | Hooson  | Livsey  | Livsey  | Livsey | Evans | Livsey | Williams | Williams | Williams  | C. Davies |